# 平山蘆江
平山 蘆江（ひらやま ろこう、1882年11月15日 - 1953年4月18日）は日本の新聞記者、作家。 
神戸生まれ、本名は壮太郎。実父の死後に長崎の酒屋、平山家の養子になった。
日露戦争中、満州に渡り、帰国後は都新聞の記者になり、花柳演芸欄を担当した。のちに読売新聞に移った。小説、随筆などを著した。
孫の平山城児は国文学者で立教大学名誉教授。

## 著作
- 西南戦争（1926年）：西郷隆盛らを描いた小説。
- 東京おぼえ帳（1953年）：明治大正の歌舞伎界、花柳界の裏面などを描いた随筆。ウェッジ文庫で復刊（2009年）
- 蘆江怪談集（1934年）：怪談小説12本「お岩伊右衛門」「空家さがし」「怪談青眉毛」「二十六夜待」「火焔つつじ」「鈴鹿峠の雨」「天井の怪」「悪行地蔵」「縛られ塚」「うら二階」「投げ丁半」「大島怪談」と随筆「怪異雑記」、ウェッジ文庫で復刊（2009年）